# Friedrich Eisenlohr
Jakob Friedrich Eisenlohr (Lörrach, 23 de novembro de 1805 – Karlsruhe, 27 de fevereiro de 1854) foi um arquiteto alemão.
Foi sepultado no Alter Friedhof Karlsruhe

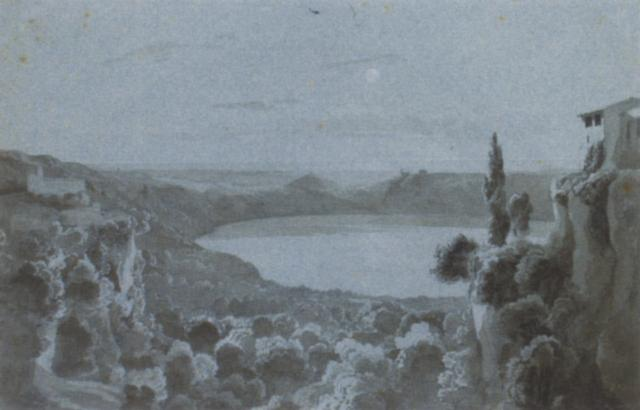
Skizze vom Nemisee, die Eisenlohr auf seiner Italienreise anfertigte

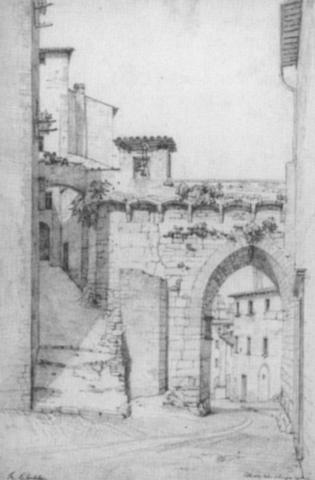
Zeichnung eines Tores in Perugia, 1827

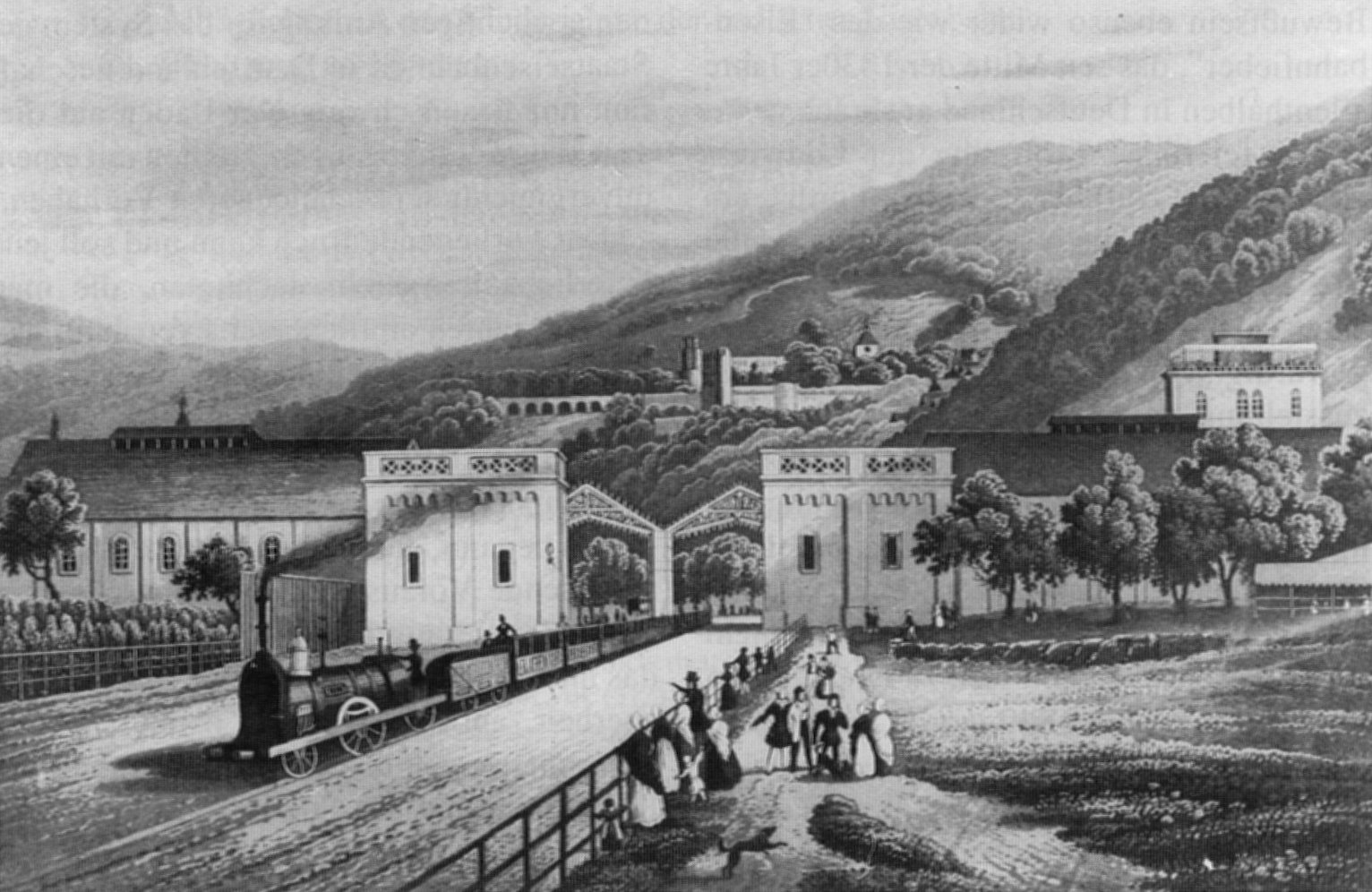
Der Heidelberger Bahnhof 1840

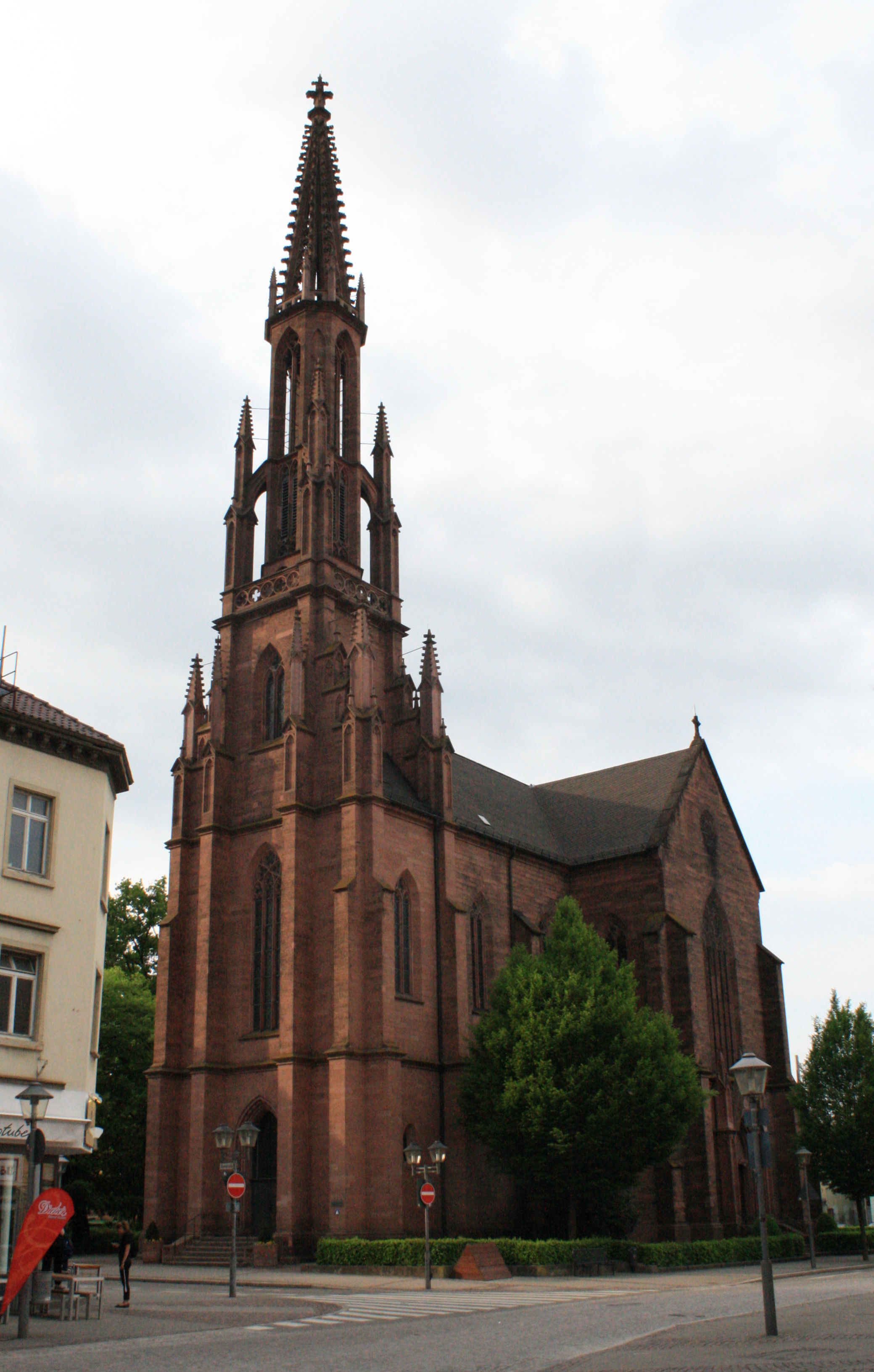
Evangelische Stadtkirche Offenburg

## Obras
- Friedrich Eisenlohr: Ornamentik in ihrer Anwendung auf verschiedene Gegenstände der Baugewerke. Ausgeführt oder zur Ausführung entworfen von F. Eisenlohr. Karlsruhe 1849, 1861, [1867], online (1867): , , .
- Friedrich Eisenlohr: Bauverzierungen in Holz zum praktischen Gebrauch für Zimmerleute, Tischler und sonstige Holzarbeiter. Aus des Verfassers Ornamentik besonders zusammengestellt, entworfen und ausgeführt von F. Eisenlohr. Karlsruhe [1851 bis ca. 1870].
- Friedrich Eisenlohr: Ausgeführte oder zur Ausführung bestimmte Entwürfe von Gebäuden verschiedener Gattung als Unterrichtsmittel für Gewerb- und technische Schulen, so wie für Baumeister. Karlsruhe [1852–1859].
- Friedrich Eisenlohr (Herausgeber); K. Klunzinger: Mittelalterliche Bauwerke im südwestlichen Deutschland und am Rhein. 1. Heft: Zisterzienser-Kloster Maulbronn. Mit einer artistischen Beschreibung von Dr. K. Klunzinger. Karlsruhe 1853, online: , .
- Friedrich Eisenlohr (Herausgeber); F. Feederle (Aufnahme):  Holzbauten des Schwarzwaldes. Aufgenommen von F. Feederle. Karlsruhe 1853, online:.
- Friedrich Eisenlohr (Herausgeber); Jakob Hochstetter: Mittelalterliche Bauwerke im südwestlichen Deutschland und am Rhein. 2. Heft: St. Michaels Kapelle zu Kiederich. Karlsruhe 1857, online:.
- Friedrich Eisenlohr: Sammlung von Hochbauten der Großherzoglich Badischen Eisenbahn, enthaltend Bahnhöfe, Stationen und Bahnwartshäuser, Ansichten, Schnitte und Grundrisse. 3 Bände, Karlsruhe 1865–1873.